# Phragmanthera crassicaulis
Phragmanthera crassicaulis är en tvåhjärtbladig växtart som först beskrevs av Engler, och fick sitt nu gällande namn av S. Balle. Phragmanthera crassicaulis ingår i släktet Phragmanthera och familjen Loranthaceae. Inga underarter finns listade i Catalogue of Life.